# Бове-сюр-Мата
Бове́-сюр-Мата́ (фр. Beauvais-sur-Matha) — муніципалітет у Франції, у регіоні Нова Аквітанія, департамент Приморська Шаранта. Населення — 653 особи (01.01.2021).
Муніципалітет розташований на відстані близько 390 км на південний захід від Парижа, 90 км на південний захід від Пуатьє, 85 км на схід від Ла-Рошель.

## Географія
Колись Бове було важливим селом у регіоні Ангумуа. У 1793 році, коли його було створено як комуну, Бове було повітовим містом в окрузі Сен-Жан-д'Анжелі департаменту Шаранта-Інфер'єр. У 1801 році Бове втратило статус шеф-кухаря кантону і було приєднане до кантону Мата округу Сен-Жан-д'Анжелі. У 1926 році воно було передане до округу Сент і повернулося до складу округу Сен-Жан-д'Анжелі в 1943 році, одразу після зміни назви департаменту на Шаранта-Морська у 1941 році.

## Розташування та доступ
Бове-сюр-Мата лежить в стороні від головних доріг, на північ від D739 Matha-Aigre та D939 Matha-Rouillac. Село обслуговують кілька департаментських доріг: D 226 до Гурвіллет на заході та Сент-Уан на південному сході, D 222 до Крессе, D 133 до Базаж на півночі та D 389 до Мата на півдні.

## Демографія
Динаміка населення (INSEE ):
Розподіл населення за віком та статтю (2006):
| Стать | Всього | До 15 років | 15-24 | 25-44 | 45-64 | 65-85 | Понад 85 |
| --- | ------ | ----------- | ----- | ----- | ----- | ----- | -------- |
| Чоловіки | 341    | 67          | 34    | 106   | 83    | 51    | 0        |
| Жінки | 362    | 72          | 25    | 97    | 89    | 71    | 8        |
| \| Статево-вікова піраміда \| Статево-вікова піраміда \| Статево-вікова піраміда \| \| ----------------------- \| ----------------------- \| ----------------------- \| \| Чоловіки \| Вік \| Жінки \| \| 0 \| 85 + \| 8 \| \| 13 \| 80-84 \| 8 \| \| 4 \| 75-79 \| 21 \| \| 21 \| 70-74 \| 13 \| \| 13 \| 65-69 \| 29 \| \| 21 \| 60-64 \| 17 \| \| 25 \| 55-59 \| 46 \| \| 29 \| 50-54 \| 13 \| \| 8 \| 45-49 \| 13 \| \| 25 \| 40-44 \| 8 \| \| 34 \| 35-39 \| 38 \| \| 34 \| 30-34 \| 13 \| \| 13 \| 25-29 \| 38 \| \| 17 \| 20-24 \| 8 \| \| 17 \| 15-20 \| 17 \| \| 13 \| 10-14 \| 13 \| \| 29 \| 5-9 \| 17 \| \| 25 \| 0-4 \| 42 \| |        |             |       |       |       |       |          |
| Статево-вікова піраміда |        |             |       |       |       |       |          |
| Чоловіки | Вік    | Жінки       |       |       |       |       |          |
| 0 | 85 +   | 8           |       |       |       |       |          |
| 13 | 80-84  | 8           |       |       |       |       |          |
| 4 | 75-79  | 21          |       |       |       |       |          |
| 21 | 70-74  | 13          |       |       |       |       |          |
| 13 | 65-69  | 29          |       |       |       |       |          |
| 21 | 60-64  | 17          |       |       |       |       |          |
| 25 | 55-59  | 46          |       |       |       |       |          |
| 29 | 50-54  | 13          |       |       |       |       |          |
| 8 | 45-49  | 13          |       |       |       |       |          |
| 25 | 40-44  | 8           |       |       |       |       |          |
| 34 | 35-39  | 38          |       |       |       |       |          |
| 34 | 30-34  | 13          |       |       |       |       |          |
| 13 | 25-29  | 38          |       |       |       |       |          |
| 17 | 20-24  | 8           |       |       |       |       |          |
| 17 | 15-20  | 17          |       |       |       |       |          |
| 13 | 10-14  | 13          |       |       |       |       |          |
| 29 | 5-9    | 17          |       |       |       |       |          |
| 25 | 0-4    | 42          |       |       |       |       |          |

## Економіка
2010 року серед 413 осіб працездатного віку (15—64 років) 276 були активними, 137 — неактивними (показник активності 66,8%, у 1999 році було 70,1%). З 276 активних мешканців працювали 233 особи (120 чоловіків та 113 жінок), безробітними було 43 (20 чоловіків та 23 жінки). Серед 137 неактивних 21 особа була учнем чи студентом, 58 — пенсіонерами, 58 були неактивними з інших причин.

У 2010 році в муніципалітеті числилось 299 оподаткованих домогосподарств, у яких проживали 636,0 особи, медіана доходів виносила 14 520 євро на одного особоспоживача